# Marjorie Sherman Women's Circuit 2 2013
Il Marjorie Sherman Women's Circuit 2 2013 è stato un torneo di tennis facente parte della categoria ITF Women's Circuit nell'ambito dell'ITF Women's Circuit 2013. Il torneo si è giocato a Herzliya in Israele dal 21 al 27 ottobre 2013 su campi in cemento e aveva un montepremi di $25,000.

## Vincitrici

### Singolare
Julija Bejhel'zymer ha battuto in finale  Kristína Kučová che si è ritirata sul punteggio di 6–3, 4–6, 5–2

### Doppio
Julija Bejhel'zymer /  Anastasіja Vasyl'jeva  hanno battuto in finale  Başak Eraydın /  Melis Sezer con il punteggio di 6–3, 6–3